# Menander hebrus
Espèce
Menander hebrus est une espèce d'insectes lépidoptères (papillons) appartenant à la famille des Riodinidae et au genre Menander.

## Taxonomie
Menander hebrus a été décrit par Pieter Cramer en 1775 sous le nom de Papilio hebrus.

### Sous-espèces
- Menander hebrus hebrus  présent en Guyane, en Guyana, au Surinam et en Colombie ;
- Menander hebrus ergines (Seitz, 1917) ; présent en Bolivie ;
- Menander hebrus ion (Westwood, 1851) ; présent au Brésil[1].

### Nom vernaculaire
Menander hebrus se nomme Hebrus Metalmark en anglais.

## Description
Menander hebrus est un papillon d'une envergure autour de 33 mm. Il présente un dimorphisme sexuel. Le mâle présente un dessus marron marbré de bleu métallisé aux antérieures et à la partie basale des postérieures alors que le reste des postérieures est bleu pâle. Les femelles présente un dessus marron marbré avec très peu de bleu et une ligne submarginale d'ocelles foncés.

## Écologie et distribution
Menander hebrus est présent en Guyane, en Guyana, au Surinam, en Colombie, en Bolivie au Brésil et en Équateur,.

### Biotope
Il réside dans la forêt tropicale.